# Arne Borg
Claes Arne Borg (18. srpna 1901 Stockholm – 6. listopadu 1987 Vallentuna) byl švédský plavec, specialista na dlouhé kraulařské tratě. Byl známý pod přezdívkou „švédský jeseter“.
Byl členem klubu Stockholms Kappsimningsklubb. Na Letních olympijských hrách 1924 získal stříbrné medaile na 400 m a 1500 m volným způsobem a bronzovou medaili ve štafetě. Na mistrovství Evropy v plavání vyhrál v roce 1926 závod na 400 m volný způsob a 1500 m volný způsob a v roce 1927 se stal vítězem všech volnostylařských tratí (100 m, 400 m a 1500 m). V roce 1928 se stal olympijským vítězem na patnáctistovce a byl třetí na trati 400 m. V letech 1921 až 1929 vytvořil 32 světových rekordů v plavání. Mimořádný ohlas měl jeho výkon na 1500 m na ME 1927 zvaný „zázrak v Boloni“, kde jako první člověk v historii zaplaval tuto vzdálenost pod dvacet minut a jeho čas 19:07,2 zůstal světovým rekordem až do roku 1938. V roce 1926 se stal také se švédským týmem vicemistrem Evropy ve vodním pólu. Čtyřicetkrát se stal plaveckým mistrem Švédska. Byla mu udělena Zlatá medaile Svenska Dagbladet za rok 1926.
V roce 1929 ukončil amatérskou kariéru a začal vystupovat v plaveckých show. Později se živil jako plavecký instruktor. V roce 1966 byl uveden do Mezinárodní plavecké síně slávy.
Plaveckým reprezentantem bylo také jeho dvojče Åke Borg. Dcera Inga Borgová se proslavila jako spisovatelka a výtvarnice.